# Chorthippus jachontovi
Chorthippus jachontovi är en insektsart som beskrevs av Leo L. Mishchenko 1951. Chorthippus jachontovi ingår i släktet Chorthippus och familjen gräshoppor. Inga underarter finns listade i Catalogue of Life.